# Cascata Röthbach
La cascata Röthbach è la cascata più alta della Germania con una altezza di 470 metri.
Il salto è intorno a Berchtesgaden, nel Parco nazionale Berchtesgaden.